# Stanični automat
Stanični automat (još i celularni automat ili ćelijski automat) je model fizikalnog sustava.
U tom modelu, diskretizirane veličine su prostor i vrijeme. Interakcije su ograničene samo na lokalnost.
Stanični automati imaju sastav od pravilne rešetke od n-protega (dimenzija), koju čine polja stanica. Pri tome svaka ta stanica moze biti u jednom od konačnog broja mogućih stanja.
Stanje svake stanice se mijenja/osvježava u diskretiziranim vremenskim intervalima (pri čemu pravilnost tih ažuriranja je lokalna). Pritom, stanje stanice u vremenskoj točki t+1 je ovisna veličina, na koju utječe stanje susjedstva te stanice u trenutku k.
Susjedstvo te stanice definiramo kao tu samu stanicu, koja je predmetom promatranja, i određeni broj susjednih stanica. Potonje ovisi o protežnosti staničnog automata i vrsti susjedstva (postoje, primjerice, Von Neumannovo susjedstvo, Mooreovo susjedstvo...)